# Kanelura
Kanelura (od latinskog canna, »cijev«, preko francuskog cannelure, »brazdati, užljebiti«) okomiti je urez (žljeb) na kamenom stupu klasičnih redova kao i na stupcima (pilastrima) u grčkoj arhitekturi. Kanelure nalazimo na sve tri vrste stupova grčkih klasičnih redova; dorskom, jonskom i korintskom kao i na istovremenim perzijskim stupovima apadane u Perzepolisu odnosno kasnijem rimskom kompozitnom stupu. 
Na dorskom stupu su kanelire oštrih rubova a nihov broj kreće se od 16 – 20, te vrlo rijetko do 24.
Na jonskom stupu kanelire blagih rubova, polukružno uklesane, a najčešće ih je bilo do 24, ali ponekad ih je bilo dva puta više. Korintski kao i kasniji kompozitni stup je imao iste osobine kao i jonski.
Kanelure su bile kiparski dekorativni element kojim se vizualno pojačavala visina i elegancija objekta.